# 布氏鑷口鮋
布氏鑷口鮋，為輻鰭魚綱鮋形目鮋亞目前鰭鮋科的其中一種，為深海魚類，分布於西南太平洋紐西蘭海域，棲息深度458-549公尺，棲息在底層水域，生活習性不明。